# 夢のチカラ
「夢のチカラ」（ゆめのチカラ）は、上戸彩の11枚目のシングルである。プロデューサーは高見沢俊彦。

## 解説
上戸が出演したテレビドラマ『アタックNo.1』のエンディングテーマとして本曲が使用された。また、曲を提供した高見沢俊彦率いるTHE ALFEEもアルバム『ONE -Venus of Rock-』（2006年）にて、本曲をセルフカバーしている（タイトルは「夢のチカラ'06」）。
また、次のシングル「風をうけて」では、「夢のチカラ」のリミックス・バージョンが収録されている。

## 収録曲
1. 夢のチカラ（作詞・作曲・編曲：高見沢俊彦）
テレビ朝日系ドラマ『アタックNo.1』エンディング・テーマ
2. Get Fight （作詞・作曲：高見沢俊彦、編曲：高見沢俊彦 / 本田優一郎）
3. 愛のために。Cloudberry Jam Remix（作詞・作曲：織田哲郎 / Remixed by Cloudberry Jam）
4. 夢のチカラ -instrumental-（作詞・作曲・編曲：高見沢俊彦）

## 収録アルバム
- License (#1)
- BEST OF UETOAYA -Single Collection- (#1)